# Завадовский, Александр Петрович
Алекса́ндр Петро́вич Завадо́вский (29 октября 1794, Санкт-Петербург — 27 октября 1856, Лондон) — русский дворянин, камер-юнкер, чиновник Коллегии иностранных дел, участник «четверной дуэли» из-за балерины Авдотьи Истоминой, на которой он убил Василия Шереметева.

## Биография
Александр Петрович Завадовский был сыном Петра Васильевича Завадовского и Веры Николаевны Апраксиной, дочери Николая Фёдоровича Апраксина от Софьи Осиповны Закревской. 
Во время Отечественной войны 1812 года состоял в ополчении. После окончания войны в 1815—1817 гг. числился поручиком Александрийского гусарского полка.
Ухаживал за Авдотьей Истоминой, известной в те годы балериной. Истомина была возлюбленной штаб-ротмистра Василия Шереметева. После ссоры с Шереметевым Истомина вместе со своим другом Александром Грибоедовым отправилась к Завадовскому. После возвращения Истоминой, Шереметев узнав о её визите к Завадовскому и по совету своего друга Александра Якубовича вызвал его на дуэль. Противники условились на дуэли при барьере в 18 шагов и должны сходиться на 6 шагов. Дуэль состоялась 12 ноября 1817 года на Волковом поле. Шереметев выстрелил первый и пуля, выпущенная из его пистолета, оторвала край воротника у сюртука Завадовского. Стрелявший следом Завадовский смертельно ранил в живот Шереметева; от полученной раны на следующий день тот скончался. 
Завадовский не был привелечён к ответственности — император Александр I, выслушав объяснения Завадовского, решил, что тот убил Шереметева в «в необходимости законной обороны». Завадовский был отправлен за границу, где прожил долгие годы и скончался в Лондоне 27 октября 1856 года.